# Amerikaanse gouverneursverkiezingen 1975
De Amerikaanse gouverneursverkiezingen 1975 werden gehouden op  dinsdag 4 november 1975 in de staten Kentucky, Louisiana en Mississippi.

## Uitslag
| Staat       | Huidige gouverneur | Partij    | Status                                         | Tegenkandidaten                                                               |
| ----------- | ------------------ | --------- | ---------------------------------------------- | ----------------------------------------------------------------------------- |
| Kentucky    | Julian Carroll     | Democraat | Gekozen voor volledige termijn, 62,84%         | Bob Gable (R) 37,16%                                                          |
| Louisiana   | Edwin Edwards      | Democraat | Herkozen, 62,35%                               | Robert G. Jones (D) 24,29% Wade O. Martin, Jr. (D) 12,17% Ken Lewis (D) 0,44% |
| Mississippi | Bill Waller        | Democraat | Niet herverkiesbaar, Democratische overwinning | Cliff Finch (D) 52,19% Gil Carmichael (R) 45,14% Henry Kirksey (I) 2,67%      |